# Harry Oppenheim
Heinrich Oppenheim, detto Harry o Ferdi (Vienna, 31 maggio 1889 – 1942), è stato un calciatore e allenatore di calcio austriaco.

## Biografia
Nato in Austria da Adolf e Barbara Herdegen, entrambi emigrati da Bratislava e Neu Possigkau, all'epoca regioni dell'Impero austro-ungarico, si dice sia morto in un campo di concentramento polacco dove era stato internato dai nazisti a causa della sua fede ebraica.
Era conosciuto con due differenti soprannomi: Harry in Austria e Ferdi in Italia.

## Carriera

### Allenatore
Fu il primo allenatore professionista ingaggiato dal Milan nel 1922 e anche il primo allenatore straniero, se si esclude il cofondatore della società rossonera Herbert Kilpin. Non essendo conosciuto in Italia, la Gazzetta dello Sport non ha pubblicato alcun nome completo oppure dato anagrafico e perciò risultava conosciuto soltanto col suo pseudonimo "Ferdi".

## Statistiche

### Cronologia presenze e reti in nazionale
| Cronologia completa delle presenze e delle reti in nazionale ― Austria | Cronologia completa delle presenze e delle reti in nazionale ― Austria | Cronologia completa delle presenze e delle reti in nazionale ― Austria | Cronologia completa delle presenze e delle reti in nazionale ― Austria | Cronologia completa delle presenze e delle reti in nazionale ― Austria | Cronologia completa delle presenze e delle reti in nazionale ― Austria | Cronologia completa delle presenze e delle reti in nazionale ― Austria | Cronologia completa delle presenze e delle reti in nazionale ― Austria |
| Data                                                                   | Città                                                                  | In casa                                                                | Risultato                                                              | Ospiti                                                                 | Competizione                                                           | Reti                                                                   | Note                                                                   |
| ---------------------------------------------------------------------- | ---------------------------------------------------------------------- | ---------------------------------------------------------------------- | ---------------------------------------------------------------------- | ---------------------------------------------------------------------- | ---------------------------------------------------------------------- | ---------------------------------------------------------------------- | ---------------------------------------------------------------------- |
| 30-5-1909                                                              | Budapest                                                               | Ungheria                                                               | 1 – 1                                                                  | Austria                                                                | Amichevole                                                             | -                                                                      |                                                                        |
| Totale                                                                 |                                                                        | Presenze                                                               | 1                                                                      |                                                                        | Reti                                                                   | 0                                                                      |                                                                        |